# カーシャ

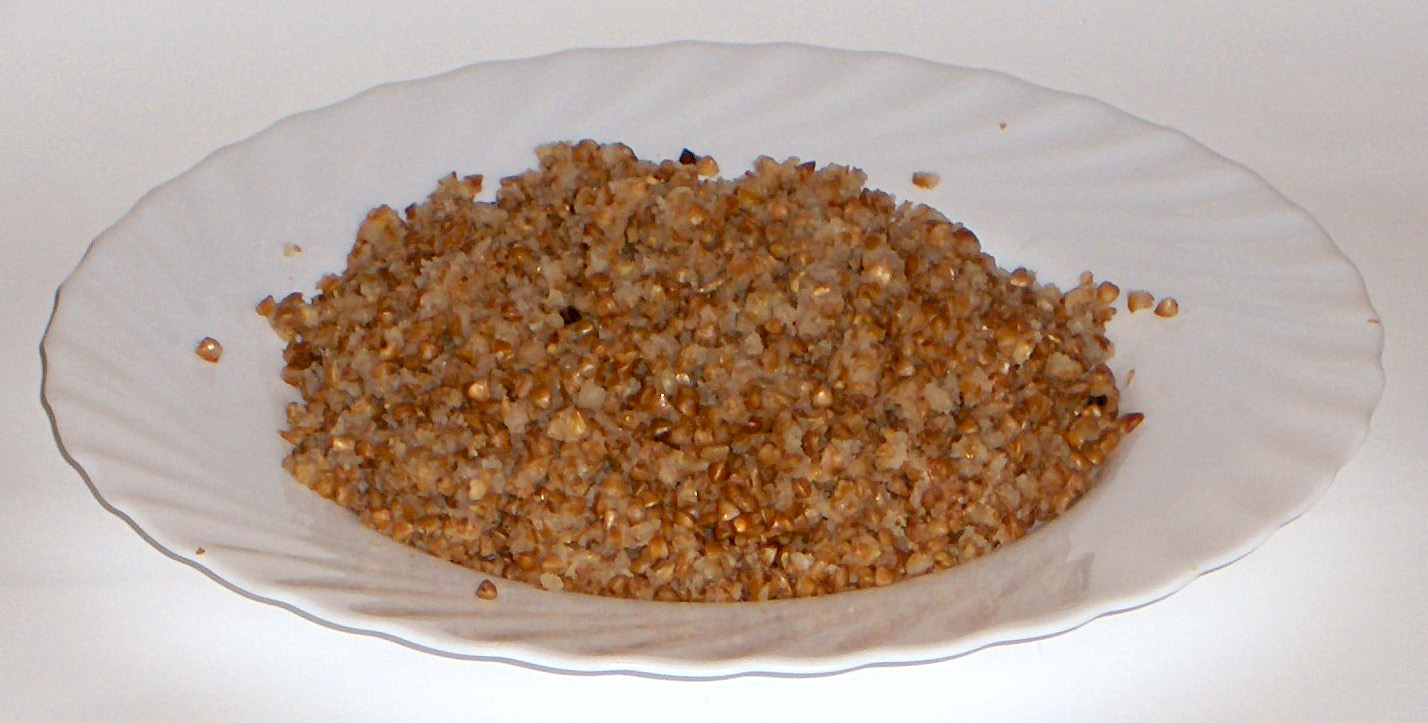
蕎麦の実のカーシャ

カーシャ（ウクライナ語・ベラルーシ語・ロシア語: каша ウクライナ語: [ˈkaʃɐ] ( 音声ファイル) ロシア語: [ˈkaʂə] ( 音声ファイル), ポーランド語: kasza [ˈka.ʂa] ( 音声ファイル)）は、スラヴ諸語における粥の呼称。イネ科の穀物や豆類などを水、ブイヨン、牛乳などで柔らかく煮た、東欧の代表的な家庭料理である。ウクライナ、モルドバ、ブルガリア、ベラルーシ、ポーランド、リトアニア、ラトビア、ロシア、そしてウクライナ系やポーランド系の人口が多いカナダなどで食べられる。

## 概要

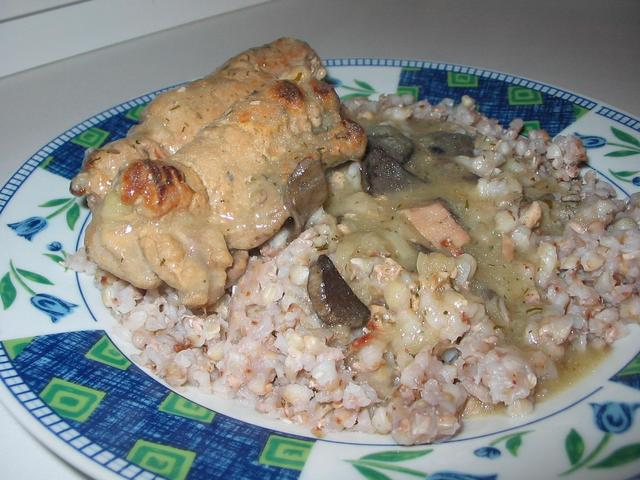
ウクライナのクルチェーヌィクィと蕎麦の実のカーシャ

米、黍、小麦のカーシャなどがあるが、最も人気のあるのがソバの実のカーシャである。ソバの実はあらびきか挽き割りにして使用する。輸入品の米や普通の小麦と比較すると高価なデュラム小麦で作るセモリナのカーシャは、農村部よりも都市部で食べられた。
ウクライナでは、「母は蕎麦の実のカーシャ、父はライ麦のパン」という諺が物語っているように、蕎麦の実のカーシャは最も一般的なカーシャである。黍のカーシャは全国的に食べられているが、蕎麦の実のカーシャほどの人気はない。また、ウクライナ中でカーシャの素材には地域差が見られる。例えば、トウモロコシのカーシャはポジーリャ地方、ガリツィア地方とカルパティア山脈の地域で一般的なもので、燕麦のカーシャは「スラヴ人の故郷」と称されるポリーシャ地方とヴォルィーニ地方で好まれ、大麦のカーシャは左岸ウクライナで食されている。小麦のカーシャも存在するが、小麦はパン作り用の小麦粉にされるので普段はあまり食べられていない。さらに、ウクライナ全国でカーシャを美味しくするために牛乳、バター、サーロ、砂糖などを加える習慣がある。
ロシアでは「シチーとカーシャ、日々の糧」という諺があり、ロシア人にとってのカーシャとシチーが日本人にとっての飯と味噌汁のような関係にあることを表している。昼食には熱い牛乳と混ぜてマローチヌィ・スープにし、バターと好みで砂糖を入れて食べる。ピロジュキやピロークのフィリングにも使用する。
ソビエト連邦の反体制作家アレクサンドル・ソルジェニーツィンの代表作の一つ『イワン・デニーソヴィチの一日』に、穀粉や黍のカーシャが登場する。
アメリカ合衆国では、東欧ユダヤ系の蕎麦の実の料理として知られている。挽き割りの蕎麦の実をセロリ、玉葱、卵などと炒めてからスープで炊いたピラフ風の料理である。蝶ネクタイ型のパスタ（ファルファッレ）が入ると、「カーシャ・ヴァーニシュケス（ヴァルニシュケス）」と呼ばれる。クニッシュのフィリングの一つでもある。